# Trophée mondial de course en montagne 1989
Navigation
1988 1990
Le Trophée mondial de course en montagne 1989 est une compétition de course en montagne qui s'est déroulée le 16 septembre 1989 à Die-Châtillon-en-Diois dans la Drôme en France. Il s'agit de la cinquième édition de l'épreuve.

## Résultats
Le parcours de la course masculine junior mesure 7,7 km pour 460 m de dénivelé. L'Italien Andrea Agostini domine la course et s'impose avec plus d'une minute d'avance sur le Suisse Martin Schöpfer. L'Italien Ivano Paragoni complète le podium.
La course féminine se déroule sur le même parcours que celui des juniors. Encouragée par son public, la Française Isabelle Guillot effectue une excellente course et parvient à battre la championne en titre Fabiola Rueda-Oppliger pour remporter son premier titre. L'Italienne Manuela Di Centa complète le podium. L'Italie s'impose de justesse au classement par équipes avec un point d'avance sur l'Angleterre. La France complète le podium.
La course masculine courte se déroule sur un parcours de 10,04 km et 695 m de dénivelé. Fausto Bonzi mène la course en tête et s'impose aisément, suivi de loin par Colin Donnelly et Martin May qui complètent le podium,.
Le parcours long masculin mesure 16,38 km pour 1 130 m de dénivelé. Il a lieu sur le tracé de la course Die-Col de Rousset. Ayant découvert avec succès la discipline de course en montagne cette année avec des victoires à Thyon-Dixence, Neirivue-Moléson et au Cervin, le Colombien Jairo Correa poursuit sur lancée et domine largement la course, s'imposant avec près de deux minutes d'avance sur l'Italien Costantino Bertolla. Luigi Bortoluzzi complète le podium et avec Fabio Ciaponi huitième permet à l'Italie de remporter le classement par équipes devant la Suisse et la France.

### Seniors

#### Courses individuelles
| Rang               | Athlète             | Pays     | Temps           |
| ------------------ | ------------------- | -------- | --------------- |
| Médaille d'or      | Jairo Correa        | Colombie | 1 h 11 min 37 s |
| Médaille d'argent  | Costantino Bertolla | Italie   | 1 h 13 min 17 s |
| Médaille de bronze | Luigi Bortoluzzi    | Italie   | 1 h 14 min 6 s  |
| 4                  | Mohamed Youkmane    | Algérie  | 1 h 14 min 35 s |
| 5                  | Urs Hanhart         | Suisse   | 1 h 15 min 10 s |
| 6                  | Jean-Paul Payet     | France   | 1 h 16 min 10 s |
| 7                  | Fabio Ciaponi       | Italie   | 1 h 16 min 17 s |
| 8                  | Florian Stern       | Autriche | 1 h 16 min 21 s |

| Rang               | Athlète                | Pays       | Temps       |
| ------------------ | ---------------------- | ---------- | ----------- |
| Médaille d'or      | Isabelle Guillot       | France     | 38 min 24 s |
| Médaille d'argent  | Fabiola Rueda-Oppliger | Colombie   | 38 min 55 s |
| Médaille de bronze | Manuela Di Centa       | Italie     | 39 min 4 s  |
| 4                  | Sarah Rowell           | Angleterre | 39 min 21 s |
| 5                  | Marie-Christine Faure  | France     | 39 min 26 s |
| 6                  | Patricia Calder        | Écosse     | 39 min 33 s |
| 7                  | Maria Cocchetti        | Italie     | 39 min 51 s |
| 8                  | Yvonne McGregor        | Angleterre | 40 min 16 s |

#### Courses par équipes
| Rang               | Pays                                                                                  | Points |
| ------------------ | ------------------------------------------------------------------------------------- | ------ |
| Médaille d'or      | Italie Costantino Bertolla (2e) Luigi Bortoluzzi (3e) Fabio Ciaponi (7e)              | 12     |
| Médaille d'argent  | Suisse Urs Hanhart (5e) Marc Bovier (9e) Georg Lischer (19e)                          | 33     |
| Médaille de bronze | France Jean-Paul Payet (6e) Aziz Nih (11e) Arnaud Aimé (18e) Abdel Gueraselgoum (24e) | 35     |

| Rang               | Pays                                                                                                   | Points |
| ------------------ | --- | ------ |
| Médaille d'or      | Italie Manuela Di Centa (4e) Maria Cocchetti (7e) Giuliana Savaris (11e) Maria Grazia Roberti (16e)    | 21     |
| Médaille d'argent  | Angleterre Sarah Rowell (4e) Yvonne McGregor (8e) Janet Darby (10e) Clare Crofts (36e)                 | 22     |
| Médaille de bronze | France Isabelle Guillot (1re) Marie-Christine Faure (5e) Patricia Romany (19e) Dominique Duchêne (33e) | 25     |

### Court seniors hommes
| Rang               | Athlète          | Pays                 | Temps       |
| ------------------ | ---------------- | -------------------- | ----------- |
| Médaille d'or      | Fausto Bonzi     | Italie               | 46 min 0 s  |
| Médaille d'argent  | Colin Donnelly   | Écosse               | 47 min 20 s |
| Médaille de bronze | Martin May       | Suisse               | 47 min 59 s |
| 4                  | Claudio Galeazzi | Italie               | 48 min 7 s  |
| 5                  | Lucio Fregona    | Italie               | 48 min 38 s |
| 6                  | John Lenihan     | Irlande              | 48 min 53 s |
| 7                  | Jeff Hornby      | Angleterre           | 49 min 30 s |
| 8                  | Wolfgang Münzel  | Allemagne de l'Ouest | 49 min 39 s |

### Juniors

#### Courses individuelles
| Rang               | Athlète         | Pays   | Temps       |
| ------------------ | --------------- | ------ | ----------- |
| Médaille d'or      | Andrea Agostini | Italie | 34 min 22 s |
| Médaille d'argent  | Martin Schöpfer | Suisse | 35 min 39 s |
| Médaille de bronze | Ivano Paragoni  | Italie | 35 min 56 s |

#### Courses par équipes
| Rang               | Pays                                                                                      | Points |
| ------------------ | ----------------------------------------------------------------------------------------- | ------ |
| Médaille d'or      | Suisse Martin Schöpfer (2e) Giovanni Gallo (4e) Urs Wenk (5e) Reto Sutter (10e)           | 11     |
| Médaille d'argent  | Italie Andrea Agostini (1er) Ivano Paragoni (3e) Alfio Rovelli (8e) Orlando Zappella (9e) | 12     |
| Médaille de bronze | Angleterre Gerard Cudahy (6e) Gavin Bland (7e) Steve Brooks (12e)                         | 25     |